# شير ندور
شير ندور (بالإيطالية: Cher Ndour؛ مواليد 27 يوليو 2004) هو لاعب كرة قدم إيطالي يلعب في مركز الوسط في نادي سبورتينغ براغا في الدوري البرتغالي الممتاز على سبيل الاعارة من باريس سان جيرمان من الدوري الفرنسي.

## النشأة
ولد شير ندور في 27 يوليو 2004 في بريشا في إيطاليا. والده ينحدر من أصول سنغالية، بينما والدته تنحدر من أصول إيطالية.

## مسيرته الكروية
بدأ شير ندور مسيرته المهنية مع نادي سان جياكومو، وبعد ذلك لعب في اكاديمية نادي بريشيا وفي اكاديمية أتالانتا. في 31 يوليو 2020، انتقل إلى نادي بنفيكا للشباب. في 2 مايو 2021، لعب ندور أول مباراة له مع بنفيكا بي في ليغا برو ضد أوليفيرينسي لما دخل كبديل عن غونسالو راموس متأخراً في المباراة التي انتهت بفوز فريقه 2–0.
في 29 يناير 2024 انضم إلى سبورتينغ براغا في الدوري البرتغالي الممتاز في صفقة إعارة حتى نهاية الموسم.

## مسيرته الدولية
في يونيو 2023، تم استدعاء ندور الى منتخب إيطاليا تحت 19 سنة لكرة القدم للمشاركة في بطولة أمم أوروبا تحت 19 سنة 2023 في مالطا، حيث فاز فيها منتخبه بلقبه الثاني.
في 8 سبتمبر 2023، لعب ندور أول مباراة له مع منتخب إيطاليا تحت 21 سنة لكرة القدم في تصفيات بطولة أمم أوروبا تحت 21 سنة 2025 ضد منتخب لاتفيا تحت 21 سنة لكرة القدم، في المباراة التي انتهت بتعادل 0–0.

## روابط خارجية
- شير ندور على موقع الاتحاد الأوربي (الإنجليزية)
- شير ندور على موقع اتحاد تركيا (لاعب) (الإنجليزية)
- شير ندور على موقع إي إس بي إن إف سي (الإنجليزية)
- شير ندور على موقع قاعدة بيانات كرة القدم.إي يو (الإنجليزية)
- شير ندور على موقع بيانات كرة القدم. دي إي (الألمانية)
- شير ندور على موقع ليكيب (الفرنسية)
- شير ندور على موقع Soccerbase.com (لاعب) (الإنجليزية)
- شير ندور على موقع Soccerway.com (الإنجليزية)
- شير ندور على موقع عالم كرة القدم.نت (الإنجليزية)